# Club Deportes Caldas
Il Club Deportes Caldas è stata una società calcistica colombiana di Manizales, fondata il 16 aprile 1947.

## Storia
La società fu fondata nel 1947, e rappresentò la città di Manizales nella massima serie colombiana, insieme all'Once Deportivo: esordì nel campionato 1948, primo torneo professionistico colombiano, in qualità di socio fondatore della DIMAYOR. Alla sua prima partecipazione raggiunse il 3º posto, con 20 punti. Nella stagione successiva arrivò 4º, con 32 punti in 26 gare; vinse poi il campionato 1950 con 45 punti, superando di due lunghezze il Millonarios di Bogotà. L'ultimo torneo cui partecipò fu quello del 1951, dove giunse al 10º posto in classifica: nel 1952 spariscono il Deportes Caldas e l'Once Deportivo, che si fondono lasciando spazio al Deportivo Manizales.

## Palmarès

### Competizioni nazionali
- Campionato colombiano: 1

1950

### Altri piazzamenti
- Campionato colombiano:

Terzo posto: 1948